# Томас Штраус
Томас Штраус (нім. Thomas Strauß, 15 грудня 1953) — німецький академічний веслувальник.
Бронзовий призер Олімпійських Ігор 1976 року в складі розпашної двійки без стернового.